# Jean-Claude Götting
Jean-Claude Götting, né le 21 avril 1963 à Paris, est un illustrateur, peintre et auteur de bande dessinée français.
Il s'est surtout fait connaître par ses illustrations de la version française de Harry Potter, qui ont été remplacées en 2011 par celles de Jonathan Gray.

## Biographie
Jean-Claude Götting commence sa carrière de dessinateur par la bande dessinée, parallèlement à des études  à l'École supérieure des arts appliqués Duperré à Paris, où il obtient un BTS de plasticien surface en 1986.
Ses premiers travaux sont publiés par le fanzine PLGPPUR, puis par le magazine belge Ice Crims. C'est Futuropolis qui publie son premier ouvrage, Crève-Cœur (1985), récipiendaire du prix du meilleur premier album au festival d'Angoulême 1986.
Son dessin en noir et blanc est le résultat d'une technique unique qu'il a mise au point, et qui donne à ses bandes dessinées une atmosphère unique et puissante[réf. nécessaire]. Le trait est épais et les gris charbonneux.
Après avoir illustré deux romans dans la collection Futuropolis/Gallimard (Le Procès de Kafka, et Le Double de Dostoïevski), il délaisse la bande dessinée pendant de nombreuses années pour se consacrer à l'illustration de presse (Libération, Elle, Lire, The New Yorker, Le Point, Le Nouvel Observateur, Je bouquine, etc.) et d'édition (livres pour la jeunesse, romans). Il dessine ainsi les couvertures de la série Harry Potter, mais aussi celles de romans de Paule Constant, Réjean Ducharme et Naguib Mahfouz.
Il est l'auteur d'un roman, Le Duplex, paru aux éditions du Castor astral illustré par François Avril et reprend en 2012 sa carrière de scénariste avec l'album de bande dessinée Pigalle 62.27, dont le dessin est assuré par Loustal.
Il expose régulièrement ses dessins, toiles et planches de bande dessinée en galerie à Paris, Bruxelles et Genève.

## Vie privée
Jean Claude Gôtting est en couple dans les années 90 avec Isabelle Morizet (Karen Chéryl), ils auront un fils né de leur union le 9 Juillet 1995.

## Publications

### Albums de bande dessinée
- Crève Cœur, Futuropolis, 1985
- Détours, Futuropolis, 1986
- La Serviette noire, Futuropolis, 1986
- La Fille du modèle, Futuropolis, 1988
- Le Chemin des trois places, dessins de François Avril, Futuropolis, 1989
- L'Option Stravinsky, Futuropolis, 1990, coll 30/40
- Rebecca, dessins de Martin Matje, PMJ éditeur, 1999, réédité en 2007 par La Pastèque[5]
- La Malle Sanderson, Delcourt, coll. « Mirages », 2004
- Duke Ellington joue Billy Strayhorn, Nocturne, 2005
- Happy Living, Delcourt, coll. « Mirages », 2007
- Noir, Barbier-Mathon, 2012
- Pigalle 62.27, dessins de Jacques de Loustal, Casterman, 2012[4]
- Frank Sinatra, BdMusic 2013
- Watertown, Casterman, 2016
- Black dog, dessins de Jacques de Loustal, Casterman, 2016[6],[7]
- Nouveaux Détours, éditions Barbier, 2021

### Recueils de dessins
- Un, deux, trois, Portfolio, Éditions Art Moderne, 1987.
- Opéra-Grands boulevards, Éditions Art Moderne, 1988.
- Les Chemins de la nature humaine, Alain Beaulet éditeur, 1991.
- 360°, Alain Beaulet éditeur, 1994.
- Duel, Alain Beaulet éditeur, 1997.
- La symphonie silencieuse, PMJ éditeur, 1997.
- Visages, PMJ éditeur, 1998[8].
- Indiscrétions, éditions Reporter, 2002.
- Visages, nouvelle série, BDArtiste, 2009.
- Peintures, Le 9e Monde, 2010.
- Bruxelles/Brussel, Éditions Le 9e Monde, 2012.

### Livres jeunesse (illustrations)
- La cravate de papa, Gallimard Jeunesse, 1999.
- L'anniversaire de maman, Gallimard Jeunesse, 1999.
- Quels beaux couples!, cadavres exquis, Nathan, 1999.
- La Bible pour les tout-petits, Bayard Jeunesse, 2002.
- Le perroquet qui comprend tout, texte de François David, Bayard Jeunesse, 2002.
- Le secret du roi des serpents, texte de Jean-François Deniau, Hachette Jeunesse, 2005.
- Anansi, conte africain, Gallimard Jeunesse, 2006.
- Le peuple d'Amazonie, Éditions Woongjin (Corée), 2008.
- Le rêve de l'arbre, texte de Christophe Gallaz, Gallimard Jeunesse, 2008[9].
- Robin des bois, texte de Enid Blyton, Gautier-Languereau, 2013.
- Le prince Sauvage et la renarde, texte de Jean-Philippe Arrou-Vignod, Gallimard Jeunesse, 2017[10].

### Romans
- Le duplex, Le Castor Astral.

### Varia
- Le double, illustrations du roman de Fiodor Dostoïevski, Éditions Futuropolis/Gallimard, 1989.
- Le procès, illustrations du roman de Franz Kafka, Éditions Futuropolis/Gallimard, 1990.
- Bartleby, une histoire de Wall-Street, illustrations du roman de Herman Melville, Éditions Amsterdam, 2004.
- Götting, monographie par Philippe Muri, Éditions Vertige Graphic, 2010.
- Bric à brac hopperien, illustrations des textes de Thomas Vinau, Alma Éditeur, 2012.
- Participation à Comicscope de David Rault, l'Apocalypse, 2013
- Vendredi ou la vie sauvage, texte de Michel Tournier, Gallimard Jeunesse, 2013.

### Presse pour la jeunesse
- Roderic Jeffries, L'Otage, avec 20 illustrations en couleurs de Jean-Claude Götting, Je bouquine, no 79, Bayard Presse, septembre 1990.

## Récompenses
- 1986 : Alfred du meilleur premier album du festival d'Angoulême pour Crève-cœur, Futuropolis.
- 2004 : prix international de la ville de Genève pour la bande dessinée pour La Malle Sanderson, Delcourt[11].
- 2005 : prix Lanterna Magica, meilleure bande dessinée adaptable au cinéma, à Tours pour La Malle Sanderson, Delcourt.
- 2017 : Prix Mor Vran 2017  au festival du Goëland masqué de Penmarc'h, pour Watertown, Casterman[12].

## Expositions
- Planches originales de Watertown, Galerie Barbier et Mathon, Paris, janvier-février 2016.
- Traverser la nuit, Galerie Hubert Breyne, juin-juillet 2020[13]